# Molgula
Molgula is een geslacht van zakpijpen uit de familie van de Molgulidae. Het is het typegeslacht van deze familie, die werd opgericht door Félix Joseph Henri de Lacaze-Duthiers in 1877. De wetenschappelijke naam van het geslacht is voor het eerst geldig gepubliceerd in 1848 door Edward Forbes.
Deze zakpijpen komen algemeen voor in de ondiepe sublitorale zone tot op een diepte van ongeveer 100 meter, gewoonlijk echter 20 tot 40 meter.  Volwassen dieren zijn min of meer bolvormig met een doormeter van enkele centimeter (Forbes rapporteerde 5 cm voor M. oculata) en met de in- en uitstroomopening op samentrekbare buisjes. Ze zijn vastgehecht op een natuurlijke of kunstmatige harde ondergrond.
De larven van de meeste soorten, zoals Molgula citrina, zijn "dikkopjes" met een staart en kunnen gedurende een korte tijd (5 tot 170 minuten) nadat ze uit het ei komen, vrij zwemmen in zeewater. Ze worden erg kleverig en blijven uiteindelijk ergens aan vasthangen. Ze zijn ook gekend als veroorzakers van biologische aanslag op scheepsrompen, staketsels en dergelijke.
Bij een klein aantal soorten waaronder Molgula occulta zijn de larven echter niet beweeglijk; ze hebben geen staart zoals de "dikkopjes" en gedragen zich meer als een slak. Deze larven hechten zich vast aan het substraat in de onmiddellijke omgeving van het ouderlijk dier.

## Soorten
- Molgula aidae Oka, 1914
- Molgula amesophleba (Codreanu & Mack-Fira, 1956)
- Molgula antiborealis Millar, 1967
- Molgula appendiculata Heller, 1877
- Molgula arenata Stimpson, 1852
- Molgula azorensis Monniot C., 1971
- Molgula bacca (Herdman, 1910)
- Molgula bathybia (Hartmeyer, 1912)
- Molgula beringense Sanamyan & Sanamyan, 2007
- Molgula bisinus Monniot C., 1989
- Molgula bleizi (Lacaze-Duthiers, 1877)
- Molgula bourbonis Monniot C., 1994
- Molgula bouvetensis (Michaelsen, 1904)
- Molgula braziliensis Millar, 1958
- Molgula brieni Monniot C. & Monniot F., 1976
- Molgula calvata Sluiter, 1904
- Molgula caminae Monniot C. & Monniot F., 1988
- Molgula celata (Michaelsen, 1914)
- Molgula celebensis Millar, 1975
- Molgula celtica Monniot C., 1970
- Molgula citrina Alder & Hancock, 1848
- Molgula coactilis Monniot C. & Monniot F., 1977
- Molgula complanata Alder & Hancock, 1870
- Molgula conchata Sluiter, 1898
- Molgula contorta Sluiter, 1898
- Molgula cooperi (Huntsman, 1912)
- Molgula crinita Sluiter, 1904
- Molgula crustosa Monniot C. & Monniot F., 1988
- Molgula cryptica Millar, 1962
- Molgula cynthiaeformis Hartmeyer, 1903
- Molgula davidi Monniot C., 1972
- Molgula delicata Monniot C. & Monniot F., 1991
- Molgula dextrocarpa Monniot C. & Monniot F., 1974
- Molgula diaguita Monniot C. & Andrade, 1983
- Molgula dicosta Millar, 1988
- Molgula dione (Savigny, 1816)
- Molgula diversa Kott, 1972
- Molgula dolichentera Millar, 1960
- Molgula ellistoni Kott, 1972
- Molgula elva Kott, 2008
- Molgula enodis (Sluiter, 1912)
- Molgula eobia Redikorzev, 1941
- Molgula estadosi Monniot C. & Monniot F., 1983
- Molgula eugyroides Traustedt, 1883
- Molgula euplicata Herdman, 1923
- Molgula euprocta (Drasche, 1884)
- Molgula falsensis Millar, 1955
- Molgula ficus (Macdonald, 1859)
- Molgula flagrifera Sluiter, 1904

- Molgula fortuita Monniot C. & Monniot F., 1984
- Molgula georgiana Michaelsen, 19222
- Molgula gigantea (Cunningham, 1871)
- Molgula griffithsii (MacLeay, 1825)
- Molgula habanensis Van Name, 1945
- Molgula hartmeyeri Oka, 1914
- Molgula helleri Drasche, 1884
- Molgula herdmani Brewin, 1958
- Molgula herdmanina Monniot & Dettai, 2015
- Molgula hirta Monniot F., 1965
- Molgula hodgsoni Herdman, 1910
- Molgula hozawai Oka, 1932
- Molgula impura Heller, 1877
- Molgula incidata Kott, 1985
- Molgula japonica Hartmeyer, 1906
- Molgula karubari Monniot F. & Monniot C., 2003
- Molgula kerguelenensis Kott, 1954
- Molgula kiaeri Hartmeyer, 1901
- Molgula kolaensis Ärnbäck-Christie-Linde, 1928
- Molgula kophameli Michaelsen, 1900
- Molgula lapidifera Redikorzev, 1941
- Molgula longipedata Sluiter, 1904
- Molgula longitubis Monniot C., 2002
- Molgula longivascula Millar, 1982
- Molgula lutulenta Herdman, 1923
- Molgula macquariensis Kott, 1954
- Molgula malvinensis Ärnbäck, 1938
- Molgula manhattensis (De Kay, 1843) (Ronde zakpijp)
- Molgula marioni Millar, 1960
- Molgula millari Kott, 1971
- Molgula mira (Ärnbäck, 1931)
- Molgula mollis Herdman, 1899
- Molgula monodi Peres, 1949
- Molgula mortenseni (Michaelsen, 1922)
- Molgula napiformis Lambert, 1993
- Molgula novaeselandiae (Michaelsen, 1912)
- Molgula occidentalis Traustedt, 1883
- Molgula occulta Kupffer, 1875
- Molgula oculata Forbes, 1848
- Molgula oligostriata Tokioka, 1949
- Molgula oregonia Ritter, 1913
- Molgula pacifica (Huntsman, 1912)
- Molgula pedunculata (Herdman, 1881)
- Molgula phytophila Monniot C., 1970
- Molgula pigafettae Monniot C. & Monniot F., 1983
- Molgula pila Monniot C. & Monniot F., 1985
- Molgula plana Monniot C., 1971
- Molgula platana Van Name, 1945
- Molgula platei Hartmeyer, 1914

- Molgula platybranchia Monniot C., 1970
- Molgula primitiva Redikorzev, 1941
- Molgula provisionalis Van Name, 1945
- Molgula pugetiensis Herdman, 1898
- Molgula pulchra Michaelsen, 1900
- Molgula pumila Monniot F. & Monniot C., 1976
- Molgula pyriformis Herdman, 1881
- Molgula redikorzevi Oka, 1914
- Molgula regularis Ritter, 1907
- Molgula retortiformis Verrill, 1871
- Molgula rheophila (Pérès, 1956)
- Molgula riddlei Monniot F., 2011
- Molgula ridgewayi (Herdman, 1906)
- Molgula rima Kott, 1972
- Molgula robini Monniot C. & Monniot F., 1983
- Molgula robusta (Van Name, 1912)
- Molgula romeri Hartmeyer, 1903
- Molgula rotunda Oka, 1914
- Molgula roulei Monniot C., 1969
- Molgula sabulosa (Quoy & Gaimard, 1834)
- Molgula salvadori Monniot C., 1970
- Molgula satyrus Monniot C. & Monniot F., 1993
- Molgula scutata Millar, 1955
- Molgula setigera Ärnbäck, 1938
- Molgula shimodensis Nishikawa, 1982
- Molgula simplex Alder & Hancock, 1870
- Molgula siphonalis Kiaer, 1896
- Molgula siphonata Alder, 1850
- Molgula sluiteri (Michaelsen, 1922)
- Molgula socialis Alder, 1863
- Molgula solenata (Lacaze-Duthiers, 1877)
- Molgula somaliensis Millar, 1988
- Molgula sphaera Kott, 1972
- Molgula spiralis Kott, 1954
- Molgula susana Monniot C. & Monniot F., 1976
- Molgula tagi Michaelsen, 1923
- Molgula taprobane Herdman, 1906
- Molgula tectiformi Nishikawa, 1991
- Molgula tethys Monniot F. & Monniot C., 1974
- Molgula topata Monniot C. & Monniot F., 1987
- Molgula tubifera (Örstedt, 1844)
- Molgula tzetlini Sanamyan, 1993
- Molgula undulata (Tokioka, 1949)
- Molgula vara Monniot C. & Monniot F., 1979
- Molgula variazizi Monniot C., 1978
- Molgula verrilli (Van Name, 1912)
- Molgula verrucifera Ritter & Forsyth, 1917
- Molgula xenophora Oka, 1914

## Nomen dubium
- Molgula inconspicua Stimpson, 1855
- Molgula labeculifera Stimpson, 1855
- Molgula recumbens Herdman, 1899